# أوليفر بيرهوس
أوليفر بيرهوس هو عارض أزياء وممثل دنماركي. ولد يوم 6 أكتوبر 1975 في مدينة كوبنهاغن. عاش مع والدته الممثلة سوزان بيرهوس في نيويورك وأصبح عارض أزياء في سن السابعة عشرة. مثّل أدوار قصيرة في عدة أفلام وإعلانات.

## روابط خارجية
- أوليفر بيرهوس على موقع IMDb (الإنجليزية)